# Григорий Остикович
Григорий Остикович (Остик) (около 1470, Троки) — 1518—1519, Кернов) — государственный деятель Великого княжества Литовского. Маршалок господарский в 1492—1494 годах, маршалок надворный литовский (с июля 1494 по 14 июля 1500 и повторно 1509—1518), воевода трокский с 1510 по 1518 год.
Представитель шляхетского рода Остиковичей герба «Трубы» в Великом княжестве Литовском. Сын старосты новогрудского Станислава (Станька) Остиковича (Щасного). Внук литовского боярина Кристи́на О́стика из Кернова.
Владел местечками и деревнями Аланта, Каварскас, Даршунискис, Майшягала, землями близ Кернова, Муснинкая, Упите.
Маршалок Меркине (с 1493), Аникщяй (с 1494),
Участник русско-литовских войн 1487—1494 гг. и 1500—1503 годов
В Ведрошской битве в 1500 году попал в московский плен, из которого вернулся в 1509 году.
Карьеру сделал, благодаря близости к Великому князю литовскому Александру Ягеллончику, чья жена Елена Ивановна, дочь Ивана III Васильевича, способствовала его освобождению из плена.
После возвращения из плена вновь получил титул маршалка надворного литовского, но лишился земельных владений. Взамен получил Ужпаль и другие земли, которыми ранее владел его двоюродный брат Радзивилл с сыновьями.
В 1510 г. в Кракове на сейме с польскими шляхтичами участвовал в обсуждении совместной борьбы против крымских татар.

## Семья
Был в браке с Александрой, дочерью князя Петки Романовича Сиверского, при женитьбе с которой получил в качестве приданого часть имение Мядель-Кобыльник.
Имел 3-х сыновей: Григория (воеводы новогрудского, каштеляна виленского), Станислава (воеводы полоцкого), Юрия (маршалка господарского).